# Kim Thejong
Kim Thejong (hangul: 김태영, handzsa: 金 泰映, RR: Kim Tae-young; Goheung, 1970. november 8. –) dél-koreai válogatott labdarúgó, edző.

## Pályafutása

### Klubcsapatban
1993 és 1994 között a Kookmin Bank csapatában játszott. 1995 és 2005 között a Csonnam Dragons játékosa volt. 

### A válogatottban
1992 és 2004 között 105 alkalommal játszott a dél-koreai válogatottban és 3 gólt szerzett. Részt vett az 1998-as és a 2002-es világbajnokságon, a 2000-es és a 2004-es Ázsia-kupán, 2000-es és a 2002-es CONCACAF-aranykupán, illetve a 2001-es konföderációs kupán.

### Edzőként
2006 és 2007 között a Kwandong University segédedzője volt. A 2014-es világbajnokságon Hong Mjongbo segítője a válogatottnál. 2015 és 2016 között a Csonnam Dragons, 2017 és 2018 között a Szuvon Samsung Bluewings segédedzője.

## Sikerei, díjai
Dél-Korea
- Ázsia-kupa bronzérmes (1): 2000
- Kelet-ázsiai labdarúgó-bajnokság győztes (1): 2003